# Mercallite
La mercallite è un minerale appartenente alla classe dei solfati. È un solfato anidro con gruppi (SO4) ed altri ioni.